# Passage Verdeau
Passage Verdeau är en täckt passage i Quartier du Faubourg-Montmartre i Paris 9:e arrondissement. Passagen är uppkallad efter Jean-Baptiste-Ossian Verdeau, en av ägarna till det byggföretag som år 1846 lät uppföra passagen. Passage Verdeau börjar vid 6 Rue de la Grange-Batelière och slutar vid 31 bis Rue du Faubourg-Montmartre.

## Bilder
| - Ingången vid Rue de la Grange-Batelière. - Passage Verdeau. - Ingången vid Rue du Faubourg-Montmartre. |

## Omgivningar
- Notre-Dame-de-Lorette
- Saint-Eugène-Sainte-Cécile
- Passage des Panoramas
- Passage Jouffroy

## Kommunikationer
- Tunnelbana – linje  – Le Peletier
- Busshållplats Provence – Faubourg Montmartre – Paris bussnät, linjerna 74 85

### Webbkällor
- ”Passage Verdeau”. Mairie de Paris. https://web.archive.org/web/20160303221134/http://www.v2asp.paris.fr/commun/v2asp/v2/nomenclature_voies/Voieactu/9698.nom.htm. Läst 30 januari 2022.
- ”Passage Verdeau”. Les rues de Paris. https://web.archive.org/web/20190930203436/http://www.parisrues.com/rues09/paris-09-passage-verdeau.html. Läst 30 januari 2022.
- ”Passage Verdeau, the haunt of antic books dealers”. Travel France Online. https://www.travelfranceonline.com/passage-verdeau-the-haunt-of-antic-books-dealers/. Läst 30 januari 2022.